# Microsciurus mimulus
Microsciurus mimulus — вид ссавців з родини Вивіркові (Sciuridae). Систематика потребує перегляду. Згідно молекулярних досліджень припускають, що систематика роду Microsciurus заплутана.

## Опис
Довжина голови й тіла: 114—159 мм, довжина хвоста: 90–125 мм, довжина задньої ступні: 30–38 мм, довжина вух: 13–16 мм, маса: 120 гр.
Спина від коричневого до чорного кольору, поцяткована червоним чи оранжевим, іноді з темною смугою по середині спини. Черево не різко контрастує зі спиною від оранжевого до блідо-жовтого кольору з сірою базальною третиною волосин.

## Поширення
Цей вид зустрічається на північному заході Еквадору, на півночі Колумбії і в західній Панамі, включаючи Дарієне. Як правило, знайдений у вічнозелених лісах, у Панамі тільки вище 800 м, у Колумбії й Еквадорі — в низинах.

## Поведінка
Веде денний спосіб життя. Іноді спостерігається попарно.

## Загрози та охорона
Частина місць його існування сильно вирубана, це є серйозною загрозою в даний час. Зустрічається в охоронних районах.